# Cichladusa
Cichladusa és un gènere d'ocells de la família dels muscicàpids (Muscicapidae).

## Taxonomia
Segons la Classificació del Congrés Ornitològic Internacional (versió 12.1, 2022) aquest gènere està format per tres espècies:
- Cichladusa arquata - Palmerer de collar.
- Cichladusa ruficauda - Palmerer cua-roig.
- Cichladusa guttata - Palmerer tacat.